# Xining
Xining (Vereenvoudigd Chinees: 西宁, Traditioneel Chinees: 西寧, pinyin: Xīníng, Tibetaans: ཟི་ནིང་; Wylie: Zi-ning) is een stad in het centrale deel van de Volksrepubliek China en de hoofdstad van de provincie Qinghai. Bij de volkstelling van 2020 had de stad 1.677.177 inwoners.
De stad ligt in het oostelijk deel van de provincie Qinghai aan de rivier de Huangshui. Er is ook een gevangenis. In Xining begint de nationale weg G214 en erdoorheen loopt de G109 van Peking naar Lhasa.

## Geschiedenis
De stad werd gesticht in de 2e eeuw v.Chr. door een Chinees garnizoen ten tijde van de Han-dynastie en werd door de geschiedenis heen afwisselend door verschillende nomadische en Chinese rijken overheerst. De stad vormde binnen de Tibetaanse cultuurregio Amdo samen met andere door Han-Chinezen gestichte voorposten het centrum van het door Han-Chinezen bestuurde gebied. Vanaf de 7e eeuw, toen het Tibetaanse Rijk steeds machtiger werd, kwam de stad steeds meer in een door Han-Chinezen en Tibetanen betwist gebied te liggen. De stad begon echter ook een steeds belangrijkere handelsplaats te worden aan de zijderoute naar Tibet, waarbij vooral in hout, wol en zout werd gehandeld. Ook kwam het culturele leven in de stad in die tijd tot bloei.
Lange tijd vormde de stad het bestuurlijk centrum van de regio rond het Qinghaimeer binnen de provincie Gansu. In 1928 werd het echter de hoofdstad van de nieuwe provincie Qinghai.
Een jaar eerder, op 22 mei 1927 eiste een zware aardbeving met 8,6 op de schaal van Richter enorme aardverschuivingen en meer dan 200.000 doden, waarmee het een van de dodelijkste ooit was.
In de jaren 40 van de 20e eeuw had de stad nog ongeveer 50.000 inwoners. Door de aanleg van een hoofdweg naar het mineraalrijke Qaidambekken en de voltooiing van de aanleg van een spoorlijn naar het Chinese spoornetwerk via Lanzhou in 1959 werd de industriële ontwikkeling van de stad echter sterk gestimuleerd en groeide Xining uit tot een miljoenenstad.

## Economie
Momenteel begint Xining steeds meer uit te groeien tot een moderne Chinese industriestad. De belangrijkste industrieën van de stad zijn het spinnen van wol, de textielindustrie, de productie van bont, vlees, melk en zout en lichte industrieën. In toenemende mate komen ook steeds meer Tibetanen naar de stad met hun economische activiteiten.

## Galerij

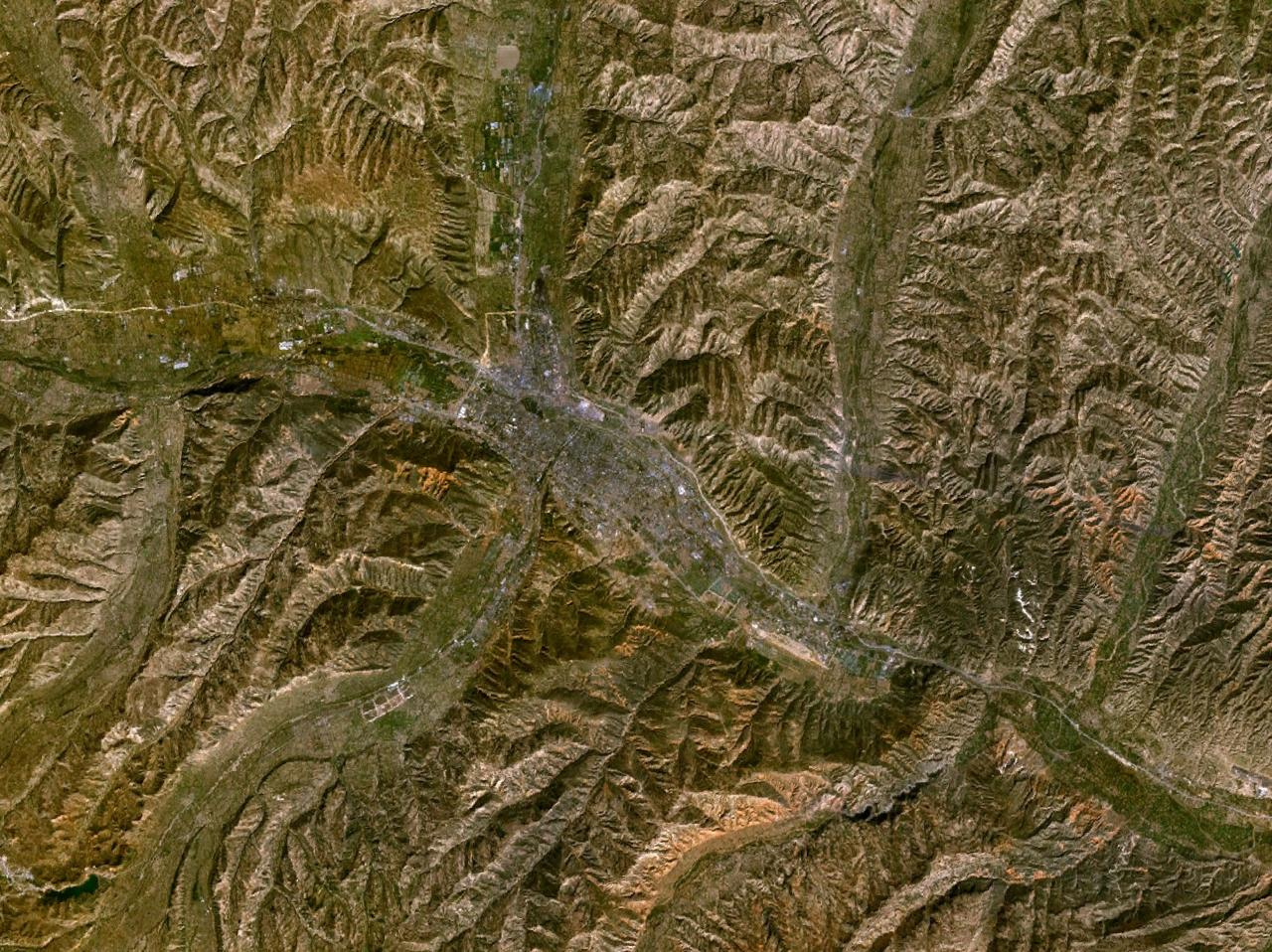
Satellietbeeld
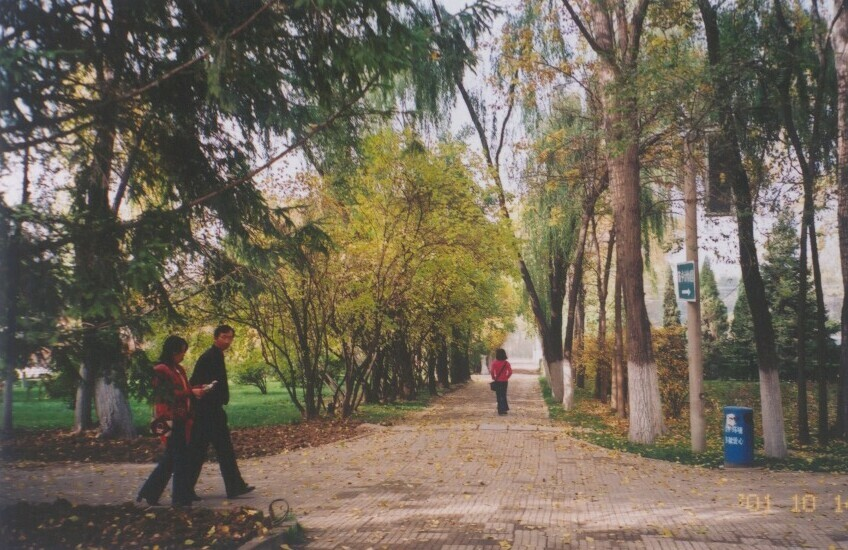
Renminpark
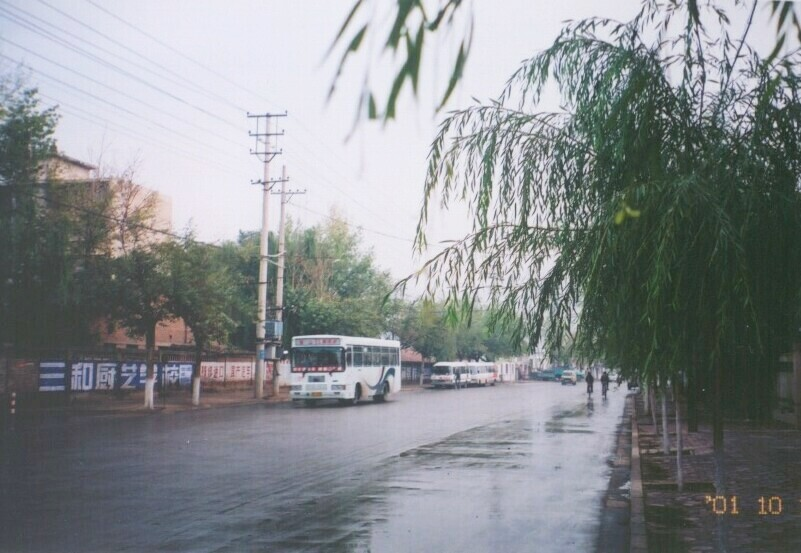
Nan Chuan Xi Lu straatsbeeld